# Berkant Taşkıran
Berkant Taşkıran (* 1. März 1995 in Izmir) ist ein türkischer Fußballspieler, der aktuell für Bucaspor spielt. Er ist der Cousin des Fußballspielers Erkan Taşkıran.

## Karriere

### Vereine
Taşkıran kam im Stadtteil Konak der westtürkischen Stadt Izmir auf die Welt. Hier begann er mit dem Vereinsfußball in der Jugend des Amateurvereins Çamdibigücü und wechselte 2007 in die Jugend des Traditionsvereins Bucaspor. Vor dem letzten Spieltag der Saison 2011/12 wurde er, mit einem Profivertrag versehen, vom Trainer Sait Karafırtınalar in den Profikader aufgenommen. Sein Profidebüt gab er dann am 13. Mai 2012 bei der Zweitligabegegnung gegen Kasımpaşa Istanbul. Fortan spielte er eher für die Reservemannschaft des Vereins und wurde ab dem Sommer 2013 wieder im Profikader berücksichtigt.

### Nationalmannschaft
Taşkıran absolvierte Einsätze für die türkische U-18- und U-19-Nationalmannschaft.